# キャント・ストップ・ラヴィング・ユー
「キャント・ストップ・ラヴィング・ユー」（原題:I Just Can't Stop Loving You）はマイケル・ジャクソンの楽曲。アルバム『バッド』収録曲で、『バッド』からの第1弾シングルカットとして発売。「Todo Mi Amor Eres Tu」と「Je Ne Venx Pas La Fin De Neus」についてもここで述べる。

## 解説
クインシーの秘蔵っ子サイーダ・ギャレットとのデュエット曲。全米・全英1位、全米R&Bチャート1位と、ヒットを記録した。
デュエット役に決まったサイーダは、自身がグレン・バラードと共作した「マン・イン・ザ・ミラー」のコーラス録りのためスタジオへ呼ばれたと思っていたところ、マイケルのデュエット相手として選ばれたことを告げられて驚愕した。
アルバム初回盤や7インチシングルでは前奏にマイケルによる語りが挿入されていた。このバージョンは2012年の『バッド』25周年を記念した本シングルの再発盤で復刻された。
2012年には『バッド』制作時のアウトテイク「ドント・ビー・メッシン・ラウンド」をカップリングに再発された。

## Todo Mi Amor Eres Tu
「Todo Mi Amor Eres Tu」は「I Just Can't Stop Loving You」のスペイン語バージョン。「マイケル・ジャクソン THIS IS IT」にて祖父がスペイン出身であるケニー・オルテガにこの曲を口ずさむ様子が確認できる。

## Je Ne Veux Pas La Fin De Nous
「Je Ne Veux Pas La Fin Nous」は「I Just Can't Stop Loving You」のフランス語バージョン。